# Agrostis turrialbae
Agrostis turrialbae é uma espécie de gramínea do gênero Agrostis, pertencente à família Poaceae.